# カソス島
カソス島 (カソスとう、Kasos) は、ギリシャのドデカネス諸島にある島、基礎自治体。エーゲ海最南の島で、カルパトス県に属している。2011年の国際調査において人口は1,084人であった。イタリア語ではCaso、トルコ語でKaşotと呼ばれる。中心地はフリ。古くから天然の良港があることで知られる。ベネチア共和国、オスマン帝国の支配下に置かれ、1912年、イタリア‐トルコ戦争でイタリア領となり、1947年にギリシャに返還された。